# حصص نسبية للقرص

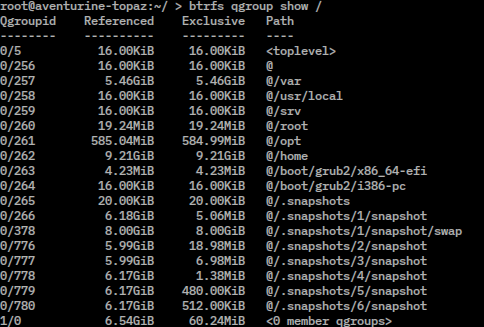
لقطة شاشة لمجموعات qgroups لنظام الملفات Btrfs

(بالإنجليزية: Disk quota) هي عبارة نظام محاصصة لمساحات التخزين في أنظمة الحوسبة، بحيث يُخصص قدر محدد من حجم أو مساحة التخزين على وسائط التخزين أو بمعنى أصح على كل قسم كحد أعلى للمستخدم، وهو إعداد يقوم به مدير النظام يقيد به جوانب معينة من نظام الملفات على نظم العمليات الحديثة .

## أنواع الحصص
هناك نوعان للكوتا أو الحصص، النوع الأول يتم على القرص أو وسائط التخزين وهو يحدد من مساحة القرص لكل مستخدم ويسمى usage quota أو block quota .
النوع الثاني يسمى file quota أو inode quota وهو يحدد عدد الملفات والمجلدات التي يمكن إنشائها.

## وصلات خارجية
- نظرة عامة عن الكوتا
- دروس خاصة غن الكوتا.
- الصفحة الرئيسية عن كوتا لنظام لينكس
- إدارة وتنفيذ الكوتا